# یژی کلیماشفسکی
یژی کلیماشفسکی (لهستانی: Jerzy Klimaszewski؛ ‏ ۳ ژوئیهٔ ۱۹۰۳ – ۲۳ مارس ۱۹۴۵) بازیگر اهل لهستان بود. او در جریان جنگ جهانی دوم دستگیر و در اردوگاه آشویتس و اردوگاه کار اجباری زاکسن‌هاوزن زندانی شد و تنها ۲ ماه پیش از پایان جنگ درگذشت.
از فیلم‌هایی که وی در آن‌ها نقش داشته است، می‌توان به همه مجاز به عشق ورزیدن هستند اشاره نمود.